# Gelsenkirchener Bergwerks-AG

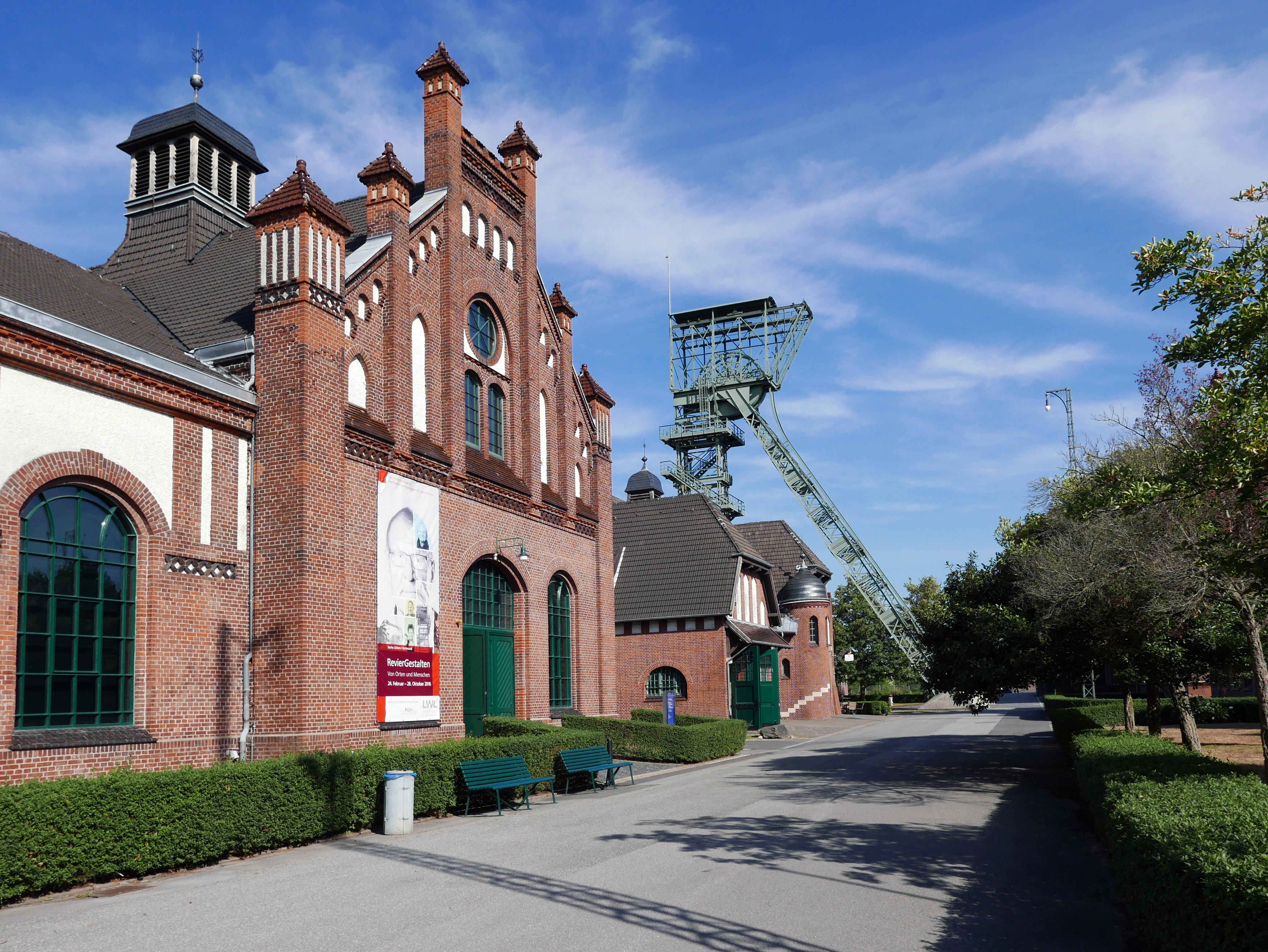
Gebäude auf Zeche Zollern, der Musterzeche der GBAG, entworfen von Paul Knobbe

Die Gelsenkirchener Bergwerks-AG (abgekürzt GBAG, Gebag oder Gelsenberg) war ein deutsches Bergbauunternehmen mit Sitz in Gelsenkirchen bzw. Essen.

## Geschichte

### 1873–1926

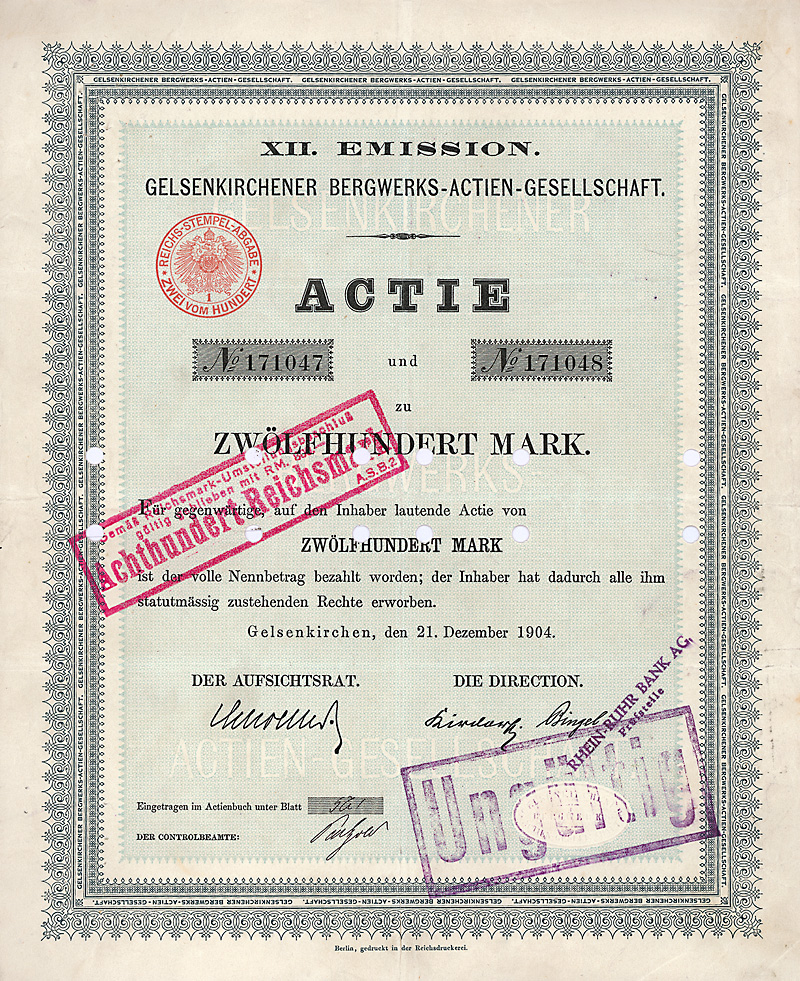
Aktie über 1200 Mark der Gelsenkirchener Bergwerks-AG vom 21. Dezember 1904

Der Gründungsvertrag der GBAG datiert vom 3. Januar 1873 und wies ein Gründungskapital von 4.500.000 Thaler aus. Mitglieder des Aufsichtsrates waren laut Gründungsprotokoll:
- Geheimer Kommerzienrath Adolph von Hansemann
- Kaufmann Walther Bauendahl
- Kommerzienrath Jakob Landau
- Rechtsanwalt a. D. Adolph Salomonsohn
- Senator Gustav Godeffroy
- Kaufmann Friedrich Grillo
- Syndicus der Disconto-Gesellschaft Emil Russell[1]

Zum Kaufpreis von 4.240.000 Thaler wurden die  in den Gemeinden Ückendorf, Leithe, Gelsenkirchen, Bulmke, Hüllen, Röhlinghausen gelegenen Steinkohlezechen Rheinelbe und Alma erworben.
Ursprüngliche Zielsetzung des Unternehmens war es, alle mit ausländischem Kapital arbeitenden Zechen Gelsenkirchens unter deutscher Führung zusammenzuschließen. Nach dem Erwerb des „Aachener Hütten-Aktien-Vereins Rothe Erde“ und der „Schalker Gruben- und Hüttenverein AG“ im Jahr 1907 war die GBAG das nach Fördermenge größte deutsche Bergbauunternehmen. 1916 erwarb sie zusätzlich die „Hüstener Gewerkschaft“.
Generaldirektor (Vorstandsvorsitzender) von 1893 bis 1926 war Emil Kirdorf. In dieser Zeit expandierte die GBAG mit Unterstützung von August Thyssen und Hugo Stinnes durch den Erwerb von Reedereien, Kohlenhandelsunternehmen und Röhrenwerken zum vertikal integrierten Montankonzern. 1920 fusionierte sie mit dem Stinnes-Unternehmen „Deutsch-Luxemburgische Bergwerks- und Hütten-AG“ und dem „Bochumer Verein“ zur „Rhein-Elbe-Union GmbH“.

### 1926–1933
1926 übertrug die GBAG einen Großteil ihrer Vermögenswerte auf die Vereinigte Stahlwerke AG und erhielt im Gegenzug Aktien des neu geschaffenen Montankonzerns. Den Kern des von der GBAG eingebrachten Besitzes bildeten 41 Steinkohlezechen, die zusammen mit den Thyssen- und Phoenix-Zechen bis zum 31. Dezember 1933 unter dem Dach der Vereinigten Stahlwerke AG zusammen von der Abteilung Bergbau mit Sitz in Essen geführt worden. Von dem Zusammenschluss ausgenommen war unter anderem die Zeche Monopol sowie die Schächte Grillo und Grimberg, die von der GBAG weiter in Eigenregie betrieben wurde. Nach 1926 erweiterte die GBAG diese (von der Vereinigten Stahlwerke AG unabhängigen) Zechenbeteiligungen schrittweise durch verschiedene Übernahmen und eine Fusion mit der Essener Steinkohlenbergwerke AG (1930). Der GBAG-Konzern bestand somit aus zwei Säulen: einerseits die Beteiligung an der Vereinigten Stahlwerke AG, andererseits die in Eigenregie betriebenen Zechen.
Als Folge der Weltwirtschaftskrise drohte Friedrich Flick, der unter anderem an der GBAG maßgeblich beteiligt war, in finanzielle Schieflage zu geraten. Um eine Insolvenz abzuwenden, verkaufte Flick 1932 sein GBAG-Aktienpaket zu einem überhöhten Preis an das Reich. Die Reichsregierung unter Reichskanzler Heinrich Brüning wollte auf diese Weise einen Zusammenbruch der Unternehmensgruppe, der möglicherweise die Übernahme von Teilen durch internationale Investoren nach sich gezogen hätte, vermeiden. Diese Maßnahme wurde von führenden Ruhrindustriellen wie Paul Reusch und Friedrich Springorum als Schritt in Richtung „Staatssozialismus“ verurteilt, die daraufhin die Zusammenarbeit mit den Industriellen der Vereinigten Stahlwerke AG in der Ruhrlade einstellten. Die Transaktion ging unter der Bezeichnung Gelsenberg-Affäre in die Geschichte ein.

### 1933–1945
Nachdem die Reichsregierung bei der GBAG eingestiegen war, wurde die komplizierte Beteiligungsstruktur zwischen GBAG und Vereinigte Stahlwerke im Zuge einer Fusion der beiden Gesellschaften aufgelöst. Die GBAG ging auf diese Weise samt ihren Beteiligungen (u. a. die in Eigenregie betriebenen Zechen) vollständig in der Vereinigten Stahlwerke AG auf. Nach Abschluss der Fusion fand innerhalb des Konzerns der Vereinigten Stahlwerke AG eine Umstrukturierung statt: alle aus Sicht der Konzernführung betriebsnotwendigen Steinkohlezechen wurden in eine rechtlich selbstständige, aber weiterhin vollständig im Eigentum des Konzerns befindliche Tochtergesellschaft ausgegliedert. Diese sogenannte „Betriebsgesellschaft“, deren Sitz in Essen war, erhielt erneut den traditionsreichen Namen Gelsenkirchener Bergwerks-AG. Ehrenvorsitzender wurde der ehemalige GBAG-Chef Emil Kirdorf, erster Vorsitzender des Aufsichtsrates Albert Vögler (gleichzeitig Vorstandsvorsitzender der Vereinigten Stahlwerke AG) und Gustav Knepper wurde zum Vorstandsvorsitzenden erkannt. Die 'neue' GBAG gliederte sich in vier Betriebsgruppen, die jeweils über eigene Verwaltungen verfügten (Stand 1936):
- Gruppe Dortmund mit 8 aktiven Schachtanlagen (Förderleistung 28.300 t/d): Erin, Westhausen, Hansa, Adolf von Hansemann, Zollern 1/3, Zollern 2/4, Minister Stein, Fürst Hardenberg. Hauptverwaltung im Verwaltungsgebäude der vormaligen Union, AG für Bergbau, Eisen- und Stahl-Industrie
- Gruppe Bochum mit 6 aktiven Schachtanlagen (Förderleistung 19.400 t/d): Bruchstraße, Dannenbaum, Prinz Regent, Friedlicher Nachbar, Engelsburg, Carolinenglück
- Gruppe Gelsenkirchen mit 6 Schachtanlagen (Förderleistung 37.500 t/d): Nordstern, Graf Moltke, Holland, Pluto, Zollverein 12, Bonifacius
- Gruppe Hamborn mit 5 aktiven Schachtanlagen (Förderleistung 27.200 t/d): Friedrich Thyssen 4/8, Westende, Beeckerwerth, Friedrich Thyssen 2/5, Lohberg.

Durch die intensive Gaswirtschaft zwischen den Kokereien und gichtgasliefernden Hochofenbetrieben war die GBAG darüber hinaus mit 26 Prozent an der 1926 gegründeten Ruhrgas AG beteiligt.
1940 wurden von einer Tochterfirma Gelsenberg Benzin Aktien emittiert, die als  Aufgaben und Eigentümer nannten: „Herstellung von Treibstoffen auf Kohlebasis.“ Gegründet am 18. Dezember 1936; eingetragen am 24. Dezember 1936. Alle Aktien bei den Gründern: Vereinigte Stahlwerke AG, Düsseldorf; Gelsenkirchener Bergwerks-AG, Essen; August-Thyssen-Hütte AG, Duisburg-Hamborn; Bochumer Verein für Gußstahlfabrikation AG, Bochum; Dortmund-Hoerder Hüttenverein-AG, Dortmund. Dieses Werk fand nach dem Krieg einen Nachfolger, nun mit Benzin aus Erdöl, bei der ehemaligen VEBA, danach E.ON.
Im Zweiten Weltkrieg schwer getroffen, beschäftigte die GBAG dennoch wie viele andere deutsche Großunternehmen Zwangsarbeiter. Zu diesem Zweck wurde auf dem Firmengelände der Gelsenberg-Benzin AG das Gelsenberg-Lager als Außenlager des KZ Buchenwald unterhalten.

### Nach 1945
Im Zuge der von den Alliierten nach dem Zweiten Weltkrieg betriebenen Entflechtung der Montanindustrie entstand die GBAG 1953 neu als reine Finanz-Holding. Vorstand der GBAG in den 1950er Jahren war Ludwig Holle. Aus den einzelnen Gruppen wurden selbstständige Unternehmen gebildet, die jedoch z. T. nicht existieren konnten: Dortmunder Bergbau AG, Bochumer Bergbau AG, die Hamborner Bergbau AG und die Friedrich Thyssen-Bergbau AG, die Rheinelbe Bergbau AG usw.
1962 beschäftigte das Unternehmen 66.000 Mitarbeiter und erwirtschaftete einen Jahresumsatz von 3 Milliarden DM. 1965 sank der Umsatz des Konzerns auf 2,8 Milliarden DM und die Mitarbeiterzahl auf 54.100 Beschäftigte. Teile dieses Besitzes gingen später im Thyssen-Konzern, der RWE sowie in E.ON auf. Schließlich erfolgte die Namensänderung in Gelsenberg AG.
Nach Wilhelm Brandhoff wurde 1967 Friedrich Funcke Vorstandsvorsitzender der Gelsenberg AG. Als dieser 1969 in den Aufsichtsrat wechselte, wurde Walter Cipa sein Nachfolger, der Gelsenberg bis zur Übernahme durch die VEBA 1975 leitete.
Die Gebäude wurden Ende der 1980er Jahre Sitz der Internationale Bauausstellung Emscher Park (IBA), einem für die Emscherregion prägenden Strukturpolitikprogramm. Seitdem werden sie von verschiedenen Einrichtungen, die am Strukturwandel des Ruhrgebiets mitwirken, genutzt.

## Personen
Vorstandsvorsitzende (unvollständig)
- 1893–1926: Emil Kirdorf
- 1934–1942: Gustav Knepper
- 1943–1955: Otto Springorum
- 1955–1967: Wilhelm Brandhoff
- 1967–1969: Friedrich Funcke
- 1969–1975: Walter Cipa

Aufsichtsratsvorsitzende (unvollständig)
- 1896–?: Adolph von Hansemann
- 1912–1930: Arthur Salomonsohn
- 1933–?: Albert Vögler
- 1942–?: Gustav Knepper